# Kazachs voetbalelftal in 2011
Het Kazachs voetbalelftal speelde in totaal acht interlands in het jaar 2011, waaronder zes duels in de kwalificatiereeks voor de EK-eindronde 2012 in Polen en Oekraïne. De ploeg stond in 2011 onder leiding van de Tsjech Miroslav Beránek, de opvolger van de in 2010 opgestapte Bernd Storck. Op de FIFA-wereldranglijst zakte Kazachstan in 2011 van de 137ste (januari 2011) naar de 138ste plaats (december 2011).

## Balans
| Wedstrijden | Wedstrijden | Wedstrijden | Wedstrijden | Doelpunten | Doelpunten | Doelpunten | Punten |
| Gespeeld    | Winst       | Gelijk      | Verlies     | Voor       | Tegen      | Saldo      | Punten |
| ----------- | ----------- | ----------- | ----------- | ---------- | ---------- | ---------- | ------ |
| 6           | 1           | 0           | 5           | 3          | 12         | –9         | 0.333  |

## Interlands
|                                                                 |                            |       |                      |                                                                                     |
| 9 februari Vriendschappelijk № 130 «onderlinge duels» 15:00 uur | Wit-Rusland                | 1 – 1 | Kazachstan           | Atatürk Stadion, Antalya Toeschouwers: 1.500 Scheidsrechter: Veaceslav Banari (MDA) |
| 9 februari Vriendschappelijk № 130 «onderlinge duels» 15:00 uur | Aljaksandr Hleb 45' (pen.) |       | 88' Sergej Ostapenko | Atatürk Stadion, Antalya Toeschouwers: 1.500 Scheidsrechter: Veaceslav Banari (MDA) |

|                                                             |                                                                          |       |            | |
| 26 maart EK-kwalificatie № 131 «onderlinge duels» 20:00 uur | Duitsland                                                                | 4 – 0 | Kazachstan | Fritz-Walter-Stadion, Kaiserslautern Toeschouwers: 47.984 Scheidsrechter: Aleksandar Stavrev (MKD) |
| 26 maart EK-kwalificatie № 131 «onderlinge duels» 20:00 uur | Miroslav Klose 3' Thomas Müller 25' Thomas Müller 43' Miroslav Klose 88' |       |            | Fritz-Walter-Stadion, Kaiserslautern Toeschouwers: 47.984 Scheidsrechter: Aleksandar Stavrev (MKD) |

|                                                           |                                     |       |                   |                                                                            |
| 3 juni EK-kwalificatie № 132 «onderlinge duels» 14:00 uur | Kazachstan                          | 2 – 1 | Azerbeidzjan      | Astana Arena, Astana Toeschouwers: 6.500 Scheidsrechter: Euan Norris (SCO) |
| 3 juni EK-kwalificatie № 132 «onderlinge duels» 14:00 uur | Sergey Gridin 57' Sergey Gridin 68' |       | 63' Vüqar Nadirov | Astana Arena, Astana Toeschouwers: 6.500 Scheidsrechter: Euan Norris (SCO) |

|                                                                  |                     |       |                  |                                                                             |
| 10 augustus Vriendschappelijk № 133 «onderlinge duels» 15:00 uur | Kazachstan          | 1 – 1 | Syrië            | Astana Arena, Astana Toeschouwers: 13.500 Scheidsrechter: Igor Egorov (RUS) |
| 10 augustus Vriendschappelijk № 133 «onderlinge duels» 15:00 uur | Zhambyl Kukeyev 70' |       | 63' Nadim Sabagh | Astana Arena, Astana Toeschouwers: 13.500 Scheidsrechter: Igor Egorov (RUS) |

|                                                                |                                 |       |                    |                                                                                             |
| 2 september EK-kwalificatie № 134 «onderlinge duels» 19:00 uur | Turkije                         | 2 – 1 | Kazachstan         | Şükrü Saracoğlustadion, Istanboel Toeschouwers: 40.000 Scheidsrechter: Clement Turpin (FRA) |
| 2 september EK-kwalificatie № 134 «onderlinge duels» 19:00 uur | Burak Yılmaz 31' Arda Turan 90' |       | 55' Ulan Konysbaev | Şükrü Saracoğlustadion, Istanboel Toeschouwers: 40.000 Scheidsrechter: Clement Turpin (FRA) |

|                                                                |                                                             |       |                                             |                                                                                             |
| 6 september EK-kwalificatie № 135 «onderlinge duels» 16:00 uur | Azerbeidzjan                                                | 3 – 2 | Kazachstan                                  | Tofikh Bakhramov Stadion, Bakoe Toeschouwers: 12.000 Scheidsrechter: Anders Hermansen (DEN) |
| 6 september EK-kwalificatie № 135 «onderlinge duels» 16:00 uur | Rauf Aliyev 53' Mahir Shukurov 62' (pen.) Vagif Javadov 67' |       | 20' Sergej Ostapenko 77' Vitaliy Evstigneev | Tofikh Bakhramov Stadion, Bakoe Toeschouwers: 12.000 Scheidsrechter: Anders Hermansen (DEN) |

|                                                              |                                                                                 |       |                               |                                                                                            |
| 7 oktober EK-kwalificatie № 136 «onderlinge duels» 19:45 uur | België                                                                          | 4 – 1 | Kazachstan                    | Koning Boudewijn Stadion, Brussel Toeschouwers: 28.000 Scheidsrechter: Milorad Mažić (SRB) |
| 7 oktober EK-kwalificatie № 136 «onderlinge duels» 19:45 uur | Timmy Simons 40' (pen.) Eden Hazard 43' Vincent Kompany 49' Marvin Ogunjimi 84' |       | 86' (pen.) Kayrat Nurdauletov | Koning Boudewijn Stadion, Brussel Toeschouwers: 28.000 Scheidsrechter: Milorad Mažić (SRB) |

|                                                               |            |       |            |                                                                               |
| 11 oktober EK-kwalificatie № 137 «onderlinge duels» 17:00 uur | Kazachstan | 0 – 0 | Oostenrijk | Astana Arena, Astana Toeschouwers: 22.000 Scheidsrechter: Hannes Kaasik (EST) |
| 11 oktober EK-kwalificatie № 137 «onderlinge duels» 17:00 uur |            |       |            | Astana Arena, Astana Toeschouwers: 22.000 Scheidsrechter: Hannes Kaasik (EST) |

## FIFA-wereldranglijst
| JAN | FEB | MAR | APR | MEI | JUN | JUL | AUG | SEP | OKT | NOV | DEC |
| --- | --- | --- | --- | --- | --- | --- | --- | --- | --- | --- | --- |
| 137 | 137 | 132 | 140 | 139 | 126 | 126 | 126 | 131 | 129 | 138 | 138 |

## Statistieken
| Aleksandr Mokin       | 1981-06-19 | Sjachtjor Karaganda  | 2 | 0 | 0 |    |   |
| Roman Nesterenko      | 1977-03-23 | FK Ordabasy Şımkent  | 2 | 0 | 0 |    |   |
| Andrey Sidelnikov     | 1980-03-08 | FK Aktobe            | 2 | 0 | 0 |    |   |
| David Loria           | 1981-10-31 | Irtysj Pavlodar      | 1 | 1 | 0 | 38 | 0 |
| Vladimir Loginovskiy  | 1985-10-08 | Zhetysu Taldykorgan  | 1 | 0 | 0 |    |   |
| Anton Tsirin          | 1987-08-10 | Irtysj Pavlodar      | 0 | 1 | 0 |    |   |
| Verdediging           |            |                      |   |   |   |    |   |
| Aleksandr Kirov       | 1984-09-04 | Sjachtjor Karaganda  | 5 | 1 | 0 |    |   |
| Mukhtar Mukhtarov     | 1986-01-06 | FK Ordabasy Şımkent  | 5 | 0 | 0 |    |   |
| Mark Gorman           | 1989-02-09 | FK Astana            | 4 | 0 | 0 |    |   |
| Yuriy Logvinenko      | 1988-07-22 | FK Aktobe            | 4 | 0 | 0 |    |   |
| Mikhail Rozhkov       | 1983-12-27 | FK Astana            | 3 | 1 | 0 |    |   |
| Samat Smakov          | 1978-12-08 | FK Aktobe            | 2 | 1 | 0 |    |   |
| Rinat Abdulin         | 1982-04-14 | Vostok Oskemen       | 2 | 0 | 0 |    |   |
| Vladislav Chernyshov  | 1981-03-16 | Irtysj Pavlodar      | 2 | 0 | 0 |    |   |
| Farkhadbek Irismetov  | 1981-08-10 | FK Ordabasy Şımkent  | 1 | 0 | 0 |    |   |
| Aleksandr Kislitsyn   | 1986-03-08 | Tobol Kostanay       | 0 | 1 | 0 |    |   |
| Dmitriy Shomko        | 1990-03-19 | FK Astana            | 0 | 1 | 0 |    |   |
| Middenveld            |            |                      |   |   |   |    |   |
| Kairat Nurdauletov    | 1982-11-06 | FK Astana            | 6 | 2 | 1 |    |   |
| Ulan Konysbaev        | 1989-05-28 | Sjachtjor Karaganda  | 6 | 0 | 1 |    |   |
| Marat Khairullin      | 1984-04-26 | FK Aktobe            | 3 | 2 | 0 |    |   |
| Marat Shakhmetov      | 1989-02-06 | FK Astana            | 3 | 1 | 0 |    |   |
| Azat Nurgalijev       | 1987-06-30 | FK Ordabasy Şımkent  | 3 | 0 | 0 |    |   |
| Heinrich Schmidtgal   | 1985-11-20 | SpVgg Greuther Fürth | 3 | 0 | 0 |    |   |
| Zhambyl Kukeev        | 1988-09-20 | Sjachtjor Karaganda  | 2 | 2 | 1 |    |   |
| Anton Chichulin       | 1984-10-27 | FK Aktobe            | 2 | 0 | 0 |    |   |
| Kazbek Geteriev       | 1985-06-30 | Alania Vladikavkaz   | 2 | 0 | 0 |    |   |
| Andrei Karpovich      | 1981-01-18 | FK Astana            | 2 | 0 | 0 |    |   |
| Serikzhan Muzhikov    | 1989-06-17 | Zhetysu Taldykorgan  | 1 | 3 | 0 |    |   |
| Vitaliy Evstigneev    | 1985-08-08 | FK Ordabasy Şımkent  | 1 | 2 | 1 |    |   |
| Tanat Nuserbaev       | 1988-01-01 | FK Astana            | 1 | 1 | 0 |    |   |
| Maksim Azovskiy       | 1986-06-04 | FK Astana            | 1 | 0 | 0 |    |   |
| Nurtas Kurgulin       | 1986-09-20 | FC Taraz             | 1 | 0 | 0 |    |   |
| Maksat Baizhanov      | 1984-08-06 | Sjachtjor Karaganda  | 0 | 2 | 0 |    |   |
| Sergey Skorykh        | 1984-05-25 | Zhetysu Taldykorgan  | 0 | 1 | 0 |    |   |
| Aanval                |            |                      |   |   |   |    |   |
| Sergey Gridin         | 1987-05-20 | Tobol Kostanay       | 5 | 0 | 2 |    |   |
| Sergej Chizjnitsjenko | 1991-07-17 | Sjachtjor Karaganda  | 4 | 1 | 0 |    |   |
| Sergej Ostapenko      | 1986-02-23 | Zhetysu Taldykorgan  | 3 | 5 | 2 |    |   |
| Nurbol Zhumaskaliev   | 1981-05-11 | FK Astana            | 2 | 0 | 0 |    |   |
| Daurenbek Tazhimbetov | 1985-07-02 | FK Ordabasy Şımkent  | 1 | 0 | 0 |    |   |
| Andrey Finonchenko    | 1982-06-21 | Sjachtjor Karaganda  | 0 | 1 | 0 |    |   |